# Tauchsieder

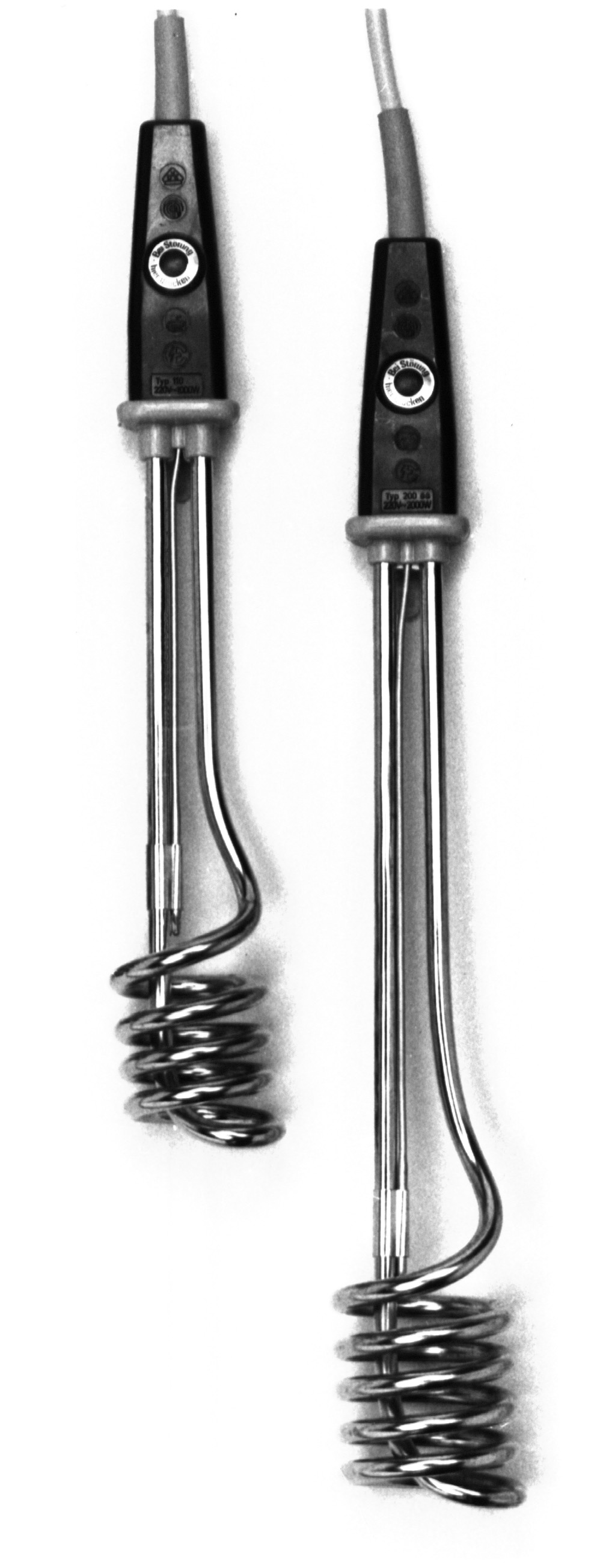
Tauchsieder für Wassereimer, 230 Volt, 1000 Watt und 2000 Watt; erkennbar sind die Temperaturfühler jeweils am linken Rohr

Ein Tauchsieder ist ein Gerät zum Erhitzen von Wasser mit Hilfe von elektrischer Energie. Der beheizte Teil des Tauchsieders wird in das zu erhitzende Wasser eingetaucht.

## Geschichte
Der Tauchsieder in der heute noch gebräuchlichen Spiralform wurde 1924 von Theodor Stiebel entwickelt und vermarktet.
Es ist darüber hinaus eine ältere Bauform bekannt, die ein hülsen-/kolbenförmiges Heizelement verwendet, das aber leichter zum Überhitzen neigt, außerdem dauern Aufheiz- und Abkühlphase hier deutlich länger.
Historische und improvisierte Tauchsieder, die mittels Elektroden das Wasser selbst als Heizleiter nutzen, haben keinen Schutzleiteranschluss, sondern bestenfalls einen Schutzkäfig, um direktes Berühren der Elektroden zu verhindern. Siehe hierzu auch Atomino.

## Aufbau
Ein Tauchsieder besteht im Wesentlichen aus einem Rohrheizkörper, der über ein Kabel mit einem Stecker verbunden ist. Das Schutzrohr des Rohrheizkörpers besteht meist aus vernickeltem oder vergoldetem Messing, Kupfer oder Edelstahl und ist über den Schutzleiter der Anschlussleitung mit dem Schutzkontakt des Steckers verbunden. Der Anschluss des Rohrheizkörpers an das Kabel ist zugleich als wärmeisolierender Griff ausgeführt.

## Arten und Anwendung

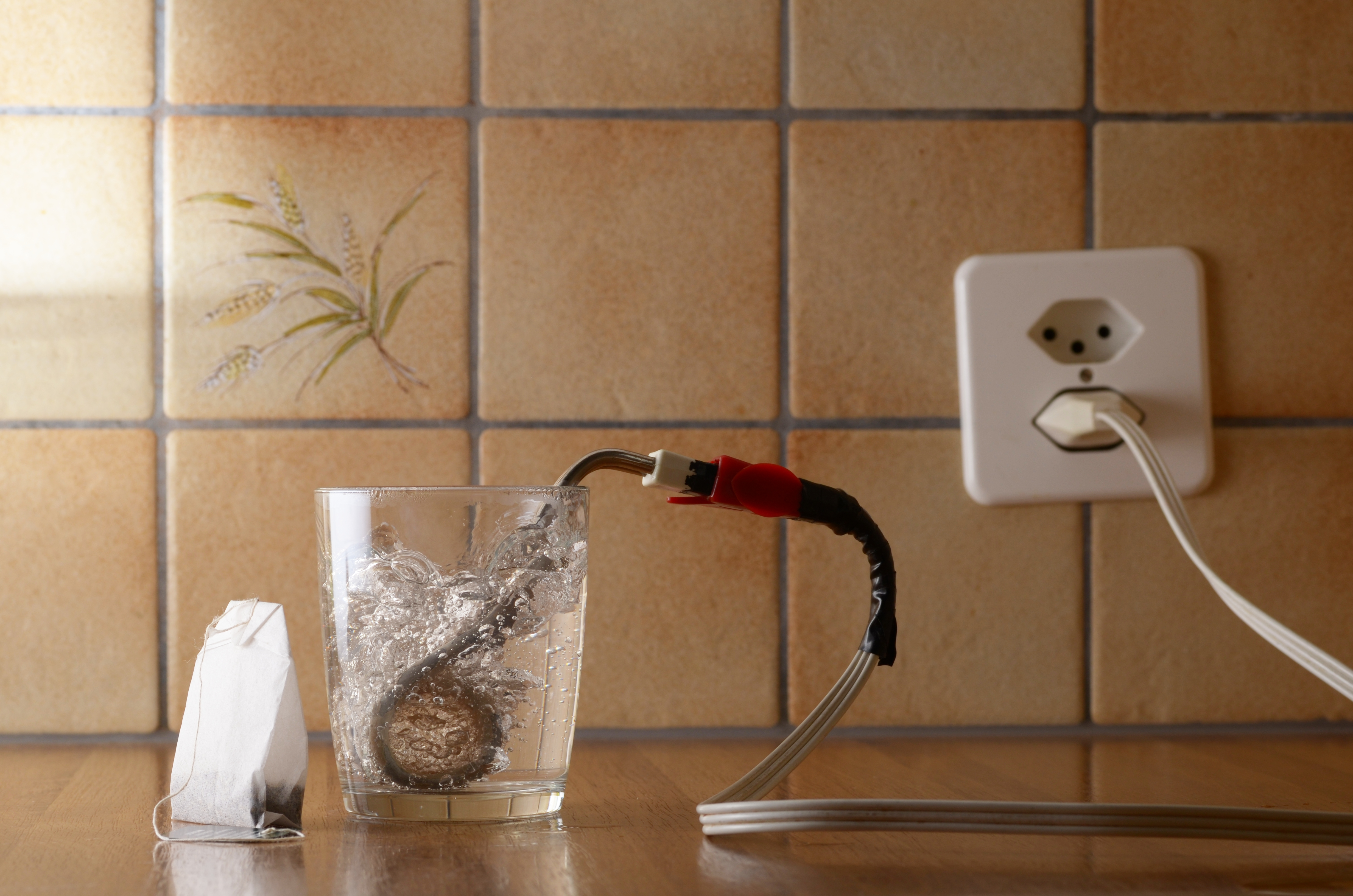
Reisetauchsieder, 500 W

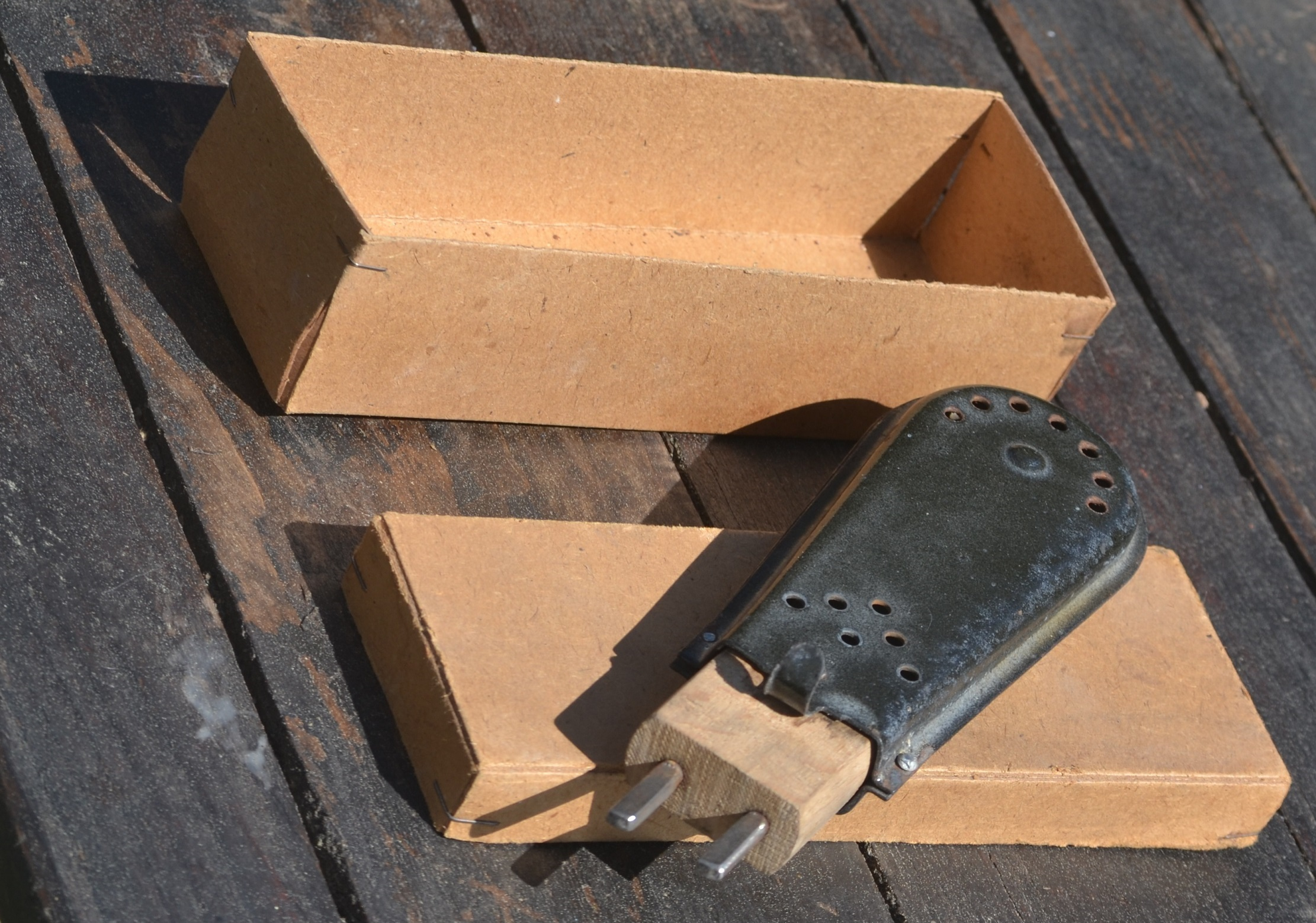
Tauchsieder nach dem Leitfähigkeitsprinzip, ca. 1940

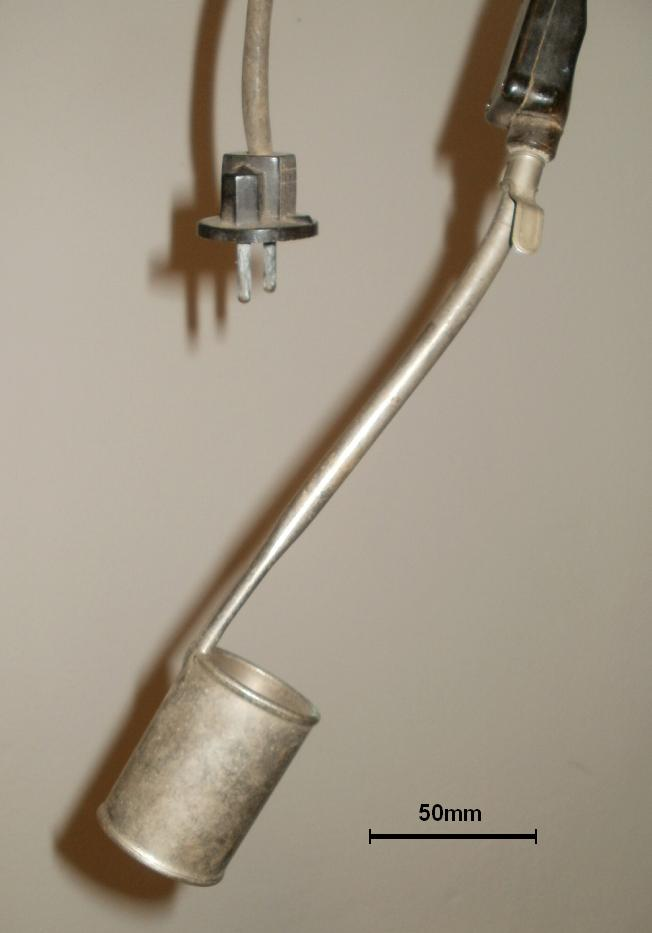
Tauchsieder in Zylinderform, ca. 1930er Jahre, 1000 Watt, 220 Volt, ohne Schutzleiter

Tauchsieder werden in einem Wasserbad betrieben. Das Wasser muss einerseits den gesamten heizenden Bereich des Rohrheizkörpers bedecken und darf andererseits den elektrischen Anschlüssen im Griff nicht zu nahe kommen. Am Schaft des Heizelementes des Tauchsieders befinden sich dafür oft zwei Markierungen (Rändelungen), die den maximalen und den minimalen Wasserstand kennzeichnen.
Kleine, sogenannte Reisetauchsieder sind entweder ebenfalls für Netzspannung von 230–250 V oder 110–120 V oder auch andere Spannungen wie 12 V, 24 V oder 48 V ausgelegt. Tauchsieder können aufgrund ihrer Bauweise problemlos mit Unterspannung betrieben werden, die Heizleistung ist dann allerdings geringer; ein auf 220 Volt ausgelegter Tauchsieder hat beispielsweise bei 110 Volt nur etwa ein Viertel seiner Nennleistung (vgl. Ohmsches Gesetz).
Früher, in einigen Ländern bis heute, gab es Tauchsieder mit zwei Elektroden, die das Wasser aufgrund von dessen Leitfähigkeit direkt erhitzten. Hierzu tauchen zwei direkt mit der Netzspannung verbundene Elektroden in das Wasser ein. Je nach Bauform besitzen diese Geräte um die Elektroden einen Schutzkäfig aus emailliertem Blech, um direktes Berühren oder auch Kurzschlüsse in Behältern aus leitendem Material zu vermeiden. Diese Tauchsieder boten zwar Sicherheit bei verkochendem Wasser, bargen jedoch die Gefahr eines elektrischen Schlages bei Berühren des Wassers oder des metallenen Topfes. Außerdem wurde das Wasser aufgrund von Elektrolyse verunreinigt und die thermische Leistung hing von der Härte des Wassers ab (Ionenleitung). Für die Erhitzung des Wassers in Heißwasserraketen werden allerdings noch heute aus Gewichtsgründen derartige Vorrichtungen verwendet. Zu improvisierten Geräten dieser Art siehe auch Atomino.
Im Unterschied zu den üblichen Metall-Tauchsiedern gibt es für Laborzwecke auch Quarzglas-Tauchheizer, die längere Zeit außerhalb der zu erwärmenden Flüssigkeit betrieben werden können, ohne Schaden zu nehmen. Das Hüllrohr aus Quarzglas ist ein elektrischer Isolator und beständig gegen Säuren, mit Ausnahme von Flusssäure und Phosphorsäure oberhalb von 300 °C. Mit Quarzglas-Tauchheizern können so – neben Wasser – auch andere Flüssigkeiten erwärmt werden.

## Sicherheit
Früher übliche Geräte ohne Temperatursicherung bargen Brandgefahr beim Verkochen des Wassers (unbeaufsichtigter Betrieb, z. B. auch nach einer Stromunterbrechung), wenn Gefäß oder Unterlage brennbar sind. Tauchsieder sollten generell in Metall- oder Keramikgefäßen auf nicht brennbarer Unterlage betrieben werden. Nach der Benutzung sollte der Tauchsieder zunächst auf einer hitzebeständigen Fläche abkühlen und nicht in noch heißem Zustand weggeräumt werden.
Neuere Tauchsieder verfügen über einen Überhitzungsschutz. Man unterscheidet hier zwei Arten:
- Einfache Tauchsieder sind oft mit einer nicht rückstellbaren Temperatursicherung (Schmelzelement) im Heizelement versehen, nach Ansprechen kann das Gerät nicht mehr verwendet werden.
- Tauchsieder mit einer rückstellbaren Temperatursicherung schalten sich bei verkochtem Wasser oder umgefallenem Topf/Behälter ab, sind jedoch nach Abkühlung und ggf. nach Rückstellung per Knopfdruck wieder einsatzbereit. Sie haben außen neben dem Heizelement einen separaten Messfühler, der dort die Temperatur überwacht und bei Überhitzung das Schaltwerk im Griffstück auslöst.

Während der Überhitzungsschutz von Tauchsiedern erst deutlich über der Siedetemperatur anspricht, schalten Wasserkocher exakt bei einsetzendem Kochen ab. Sie besitzen überdies einen zweiten Überhitzungsschutz, dadurch besteht redundante Sicherheit. Sie werden Tauchsiedern daher heute vorgezogen.
Da das Kabel vom oberen Ende des Tauchsieders wegführt, kann das Gefäß mit dem heißen Wasser durch Zug am Kabel umgeworfen werden, wenn man etwa am Kabel hängenbleibt, wodurch Verbrühungsgefahr besteht. Auch das ist ein Nachteil gegenüber Wasserkochern, bei denen das Kabel aus dem Sockel herausführt.

## Effizienzvergleich
Tauchsieder arbeiten sehr energieeffizient. Das Heizelement befindet sich beim Betrieb direkt im Wasser. Der Wärmeverlust entsteht nur durch die Oberfläche von Wasser und Topf sowie durch die Restwärme des Gerätes. 
Heute gebräuchliche Wasserkocher funktionieren oft nach dem gleichen Prinzip, sind jedoch mit einem Gefäß kombiniert und haben in der Regel einen Bimetallschalter (Temperaturschalter), der bei Erreichen des Siedepunktes anhand des entstehenden Dampfes den Strom abschaltet. Bei Versagen dieses Schalters sorgt ein zusätzlicher, oft nicht rückstellbarer Übertemperaturschutz für sicheren Betrieb. Wasserkocher sollten dennoch nicht unbeaufsichtigt betrieben werden. Sie sind ähnlich effizient wie Tauchsieder.
Viele Fritteusen, Waschmaschinen, Samoware, Geschirrspüler und Elektroboiler haben Heizelemente in der Art eines Tauchsieders.
Das Erhitzen von Wasser auf einer Kochplatte ist aufgrund der Wärmekapazität der Platte deutlich weniger effizient und daher teurer.
Das Erhitzen von Wasser auf dem Gasherd ist zwar mit höheren Wärmeverlusten verbunden, es ist jedoch abhängig vom Gaspreis unter Umständen preiswerter als das elektrische Erhitzen.